# 日刊・朝まる
『日刊・朝まる』（にっかん・あさまる）は、2003年3月31日から2008年3月28日まで熊本放送（RKKラジオ）で毎週月曜 - 金曜 6:40 - 9:00（日本標準時）に放送されていたラジオ番組。

## 正式タイトルの変遷
- 小松士郎の日刊・朝まる（2003年3月31日 - 2005年4月1日）
- 史郎と扶美の日刊・朝まる（2005年4月4日 - 2008年3月28日）

## 出演者
- 小松士郎（タレント）（2003年3月31日 - 2005年4月1日[注釈 2]）
- 本田史郎（RKKディレクター兼パーソナリティ）（2005年4月4日 - 2008年3月28日）
- 山下扶美（タレント）（2003年3月31日 - 2008年3月28日）

## コーナー
6時台
- オープニング
- 天気予報
- 朝刊CHECK!
- 為替・株価
- 公共の交通機関の現在の状況
- 公開交通取締情報
- ロッテ僕の作文・私の作文

7時台
- 熊日ニュース
- 天気予報
- メジャーリーグ情報
- スポーツフラッシュ
- 朝まる・お話玉手箱（月 - 木）、朝まる・ウィークリーランキング（金）
- 畑中秀哉の情報宝島
- ああ懐かしの胸キュン！ヒットチューン
- NISSANビジネスサポートトピックス
- 扶美の情報プラスワン
- 交通情報
- 歌のない歌謡曲（RKK制作バージョン）

8時台
- 日本全国8時です
- 熊日ニュース
- 交通情報
- 武田鉄矢・今朝の三枚おろし
- 交通情報
- SUZUKIハッピーモーニング・鈴木杏樹のいってらっしゃい
- 朝まる川柳道場
- 交通情報